# رالف مورادیان
رالف مورادیان (ارمنی: Ռալֆ Մորադյան، انگلیسی: Ralph Moradian; زاده ۱۹۰۶- درگذشته ۱۹۹۷) وکیل برجسته، قاضی و سردبیر ارمنی-آمریکایی بود که به اولین قاضی ارمنی‌تبار منصوب در کالیفرنیا شناخته شده‌است.
رالف مورادیان به مدت دو سال در دانشگاه ایالتی کالیفرنیا در فرزنو تحصیل نمود. والدین وی در سال ۱۹۱۱ از همدیگر جدا شدند.